# بانگندور
بانگندور (انگلیسی: Bungendore, New South Wales)، شهر کوچکی در ناحیه کوئینبیان نیو ساوت ولز در استرالیا است.
این شهر در ارتفاع ۷۰۰ متری از سطح دریا واقع‌شده و بنابر سرشماری ۲۰۰۶ میلادی، ۲٬۱۸۳ نفر جمعیت داشته‌است.